# Crispatotrochus woodsi
Crispatotrochus woodsi är en korallart som först beskrevs av Wells 1964.  Crispatotrochus woodsi ingår i släktet Crispatotrochus och familjen Caryophylliidae. Inga underarter finns listade i Catalogue of Life.